# Achille Legrand
Achille Philippe Cyprien Legrand, né le 24 septembre 1831 à Blaregnies et mort le 19 février 1897 à Mons, est un sénateur belge.

## Carrière
Legrand est un industriel et possède les Ateliers de construction Achille Legrand. Lors de l'Exposition universelle de 1878, il fait la démonstration de poutrelles métalliques pour voies ferrées et tramways qu'il a inventées. Il fabrique des locomotives pour voies ferrées étroites et les livre à de nombreux pays dont le Congo, la Russie et le Maroc. Il livre également des wagons de fret et de passagers, dont certains équipés des finitions luxueuses. Il est secondé par son gendre, Louis Canon, qui reprend l'entreprise et la renomme en Ateliers Canon-Legrand.
Legrand est conseiller communal et échevin de la ville de Mons.
En 1892, il devient sénateur de l'arrondissement de Mons et exerce jusqu'à sa mort.
Une rue et une école de Mons portent son nom. Il a également donné son nom à des locomotives produites dans ses ateliers.

## Littérature
- Clovis Piérard, L'installation du premier chemin de fer au Maroc, Mons, 1939
- Albert Duchesne, Léopold II et le Maroc (1865 - 1906), Bruxelles, Académie Royale des Sciences d'Outre-Mer, 1965, 267 p. (lire en ligne)
- Paul Van Molle, Het Belgisch parlement : 1894-1972 [« Le Parlement belge : 1894-1972 »], Anvers, Standaard, 1972, 446 p. (ISBN 9-002-12195-4)
- Jan Vandersmissen, Science, économie et pouvoir : les ingénieurs et la construction de l’état indépendant du Congo, Scientific conference UCL - Centre d'Étude de l'Histoire de l'Europe contemporaine, 2011